# Schedocentrus transvittatus
Schedocentrus transvittatus is een rechtvleugelig insect uit de familie sabelsprinkhanen (Tettigoniidae). De wetenschappelijke naam van deze soort is voor het eerst geldig gepubliceerd in 1875 door Scudder.